# Alpine Skiweltmeisterschaften 1936
Die 6. Alpinen Skiweltmeisterschaften fanden am 21. und 22. Februar 1936 in Innsbruck in Österreich statt. Die Rennpisten befanden sich am Patscherkofel und am Gschwandtkopf (bei Seefeld). Zu seiner Zeit wurden die Wettkämpfe als FIS-Meisterschaften oder einfach FIS-Rennen bezeichnet, erst ab 1937 trugen die Veranstaltungen offiziell den Titel Weltmeisterschaften.

## Vergabe
Schon im Sommer 1935 hatten sich unter Führung Englands, eingedenk des bevorstehenden Banns des IOC über die von diesem als Professionals angesehenen männlichen Rennläufer, Offizielle mehrerer Skiverbände in Oberitalien getroffen, um einen Bund der Alpenländer zu schmieden. Dabei wurde der österreichische Verband dadurch „geködert“, dass ihm die Durchführung der damals noch als „FIS-Rennen“ bezeichneten Weltmeisterschaften zugesichert wurde; auch die Schweiz hatte zugestimmt. Der ÖSV erwählte erneut (nach 1933) Innsbruck.

## Geschichte
Bei den kurz zuvor abgehaltenen Olympischen Winterspielen waren fast alle Herren aus Österreich und der Schweiz aufgrund der unterschiedlichen Handhabung der Amateurregelung durch den Internationalen Skiverband und dem Internationalen Olympischen Komitee, von einer Teilnahme ausgeschlossen, da sie im Winter als Skilehrer tätig waren und daher als "Profis" galten.
Der Hauptvorstand des Österreichischen Skiverbandes fasste daher den Beschluss, die alpinen Skiwettbewerbe der Männer bei den Olympischen Spielen in Garmisch-Partenkirchen nicht zu beschicken. Der Schweizer Skiverband schloss sich dieser Entscheidung an.
Für die Damenwettbewerbe hatten diese Beschlüsse keine allzu großen Auswirkungen. Hier durften auf Grund ihrer Skilehrertätigkeit die Österreicherin Gerda Paumgarten, die jedoch als Mitfavoritin gegolten hatte, sowie die Schweizerin Elvira Osirnig nicht an den Winterspielen teilnehmen, wobei dies vor allem im Falle der Schweizerin sehr umstritten war.
Hinsichtlich der Skiweltmeisterschaften in Innsbruck hatte der deutsche Reichssportführer Von Tschammen und Osten nun als Gegenmaßnahme zu den österreichischen Beschlüssen über die Nichtbeschickung in Garmisch-Partenkirchen ihren – bereits angereisten – Skiläufern die Teilnahme an diesen verboten. Es hieß, „Österreich hält sein generelles Startverbot für österreichische Sportler in Deutschland aufrecht, der Reichssportführer ist somit zu diesen Schritt gezwungen.“
Toni Seelos verzichtete auf eine Teilnahme an den Skiweltmeisterschaften, da er nach eigener Aussage, „den ganzen Winter über als Skilehrer hart arbeiten musste um seine Familie zu ernähren und er sich deswegen ausgelaugt fühlte“.

## Innsbruck ohne Schnee
In Innsbruck und in dessen Umgebung herrschte vor Beginn der Wettkämpfe zwar Schönwetter, doch mangelte es an Schnee. Die Organisatoren mussten alle Kräfte aufbieten, um gute Pisten schaffen zu können. (Siehe bitte Fußnote 2)

## Slaloms
Der «Sport Zürich» hielt sich in der Ausgabe Nr. 27 vom 24. Februar 1936, Seite 3, dazu nur kurz, schrieb (möglicherweise auch mehr auf jenen der Herren bezogen), dass er sehr schwer war, aber monoton verlief; es habe die Übersichtlichkeit wie bei Kandaharrennen gefehlt. Auf alle Fälle war die Forschheit, mit der gefahren wurde, in Anbetracht dessen, dass die Teilnehmer mit Blessuren und Anstrengungen aus der Abfahrt angetreten waren, bewundernswert.

## Männer

### Abfahrt
| Platz | Sportler            | Land                   | Zeit       |
| ----- | ------------------- | ---------------------- | ---------- |
| 1     | Rudolf Rominger     | Schweiz                | 4:29,8 min |
| 2     | Giacinto Sertorelli | Königreich Italien     | 4:43,2 min |
| 3     | Heinz von Allmen    | Schweiz                | 4:43,6 min |
| 4     | Birger Ruud         | Norwegen               | 4:45,0 min |
| 5     | Eberhard Kneisl     | Österreich             | 4:52,8 min |
| 6     | Rudolph Matt        | Österreich             | 4:56,2 min |
| 7     | Wilhelm Walch       | Österreich             | 4:59,0 min |
| 7     | Émile Allais        | Frankreich             | 4:59,0 min |
| 9     | Peter Lunn          | Vereinigtes Königreich | 5:04,0 min |
| 10    | Hans Schlunegger    | Schweiz                | 5:09,9 min |

Datum: Freitag, 21. Februar 1936; Start: angesetzt 10:30 Uhr MEZ (tatsächlich um 12 Uhr gestartet)
Strecke: Patscherkofel/Mutters; Länge: 4430 m; Höhenunterschied: 900 m
Teilnehmer: 79 genannt; 54 gestartet; 37 gewertet; Teilnehmer aus 15 Ländern.
Weitere wichtige Ränge und Beste ihrer Länder:
11. Friedl Pfeifer (AUT) 5:14,6

12. Per Fossum (NOR) 5:23,6

14. Richard Henry Durrance (USA) 5:42,2

15. Arnold Glatthard (SUI) 5:55,2

16. Bronisław Czech (POL) 6:03,0

17. Zanni (ITA) 6:05,2

18. Ciril Praček (YUG) 6:12,0

19. Hermann Steuri (SUI) 6:15,4

26. Frederico Pariani (ITA) 6:51,8

31. W Ball (CAN) 8:14,0

32. Joszef Zelkay (HUN) 8:34,4

37. und Letzter: Herbert George Lamble (AUS) 11:52,0
Die Abhaltung des Abfahrtslaufes, dessen Start für 10.30 Uhr angesetzt war, war gefährdet, denn die Strecke war nach Regen und Tauwetter und nach dem darauf folgenden Nachtfrost vollkommen vereist und glich einer Betonbahn. Es gab drei Startverschiebungen, aber auch um 12 Uhr war die Piste noch so hart wie zwei Stunden zuvor, doch FIS-Präsident Major Nikolai Ramm Østgaard entschied sich für die Durchführung.

Das Rennen auf der teilweise sehr schmalen und über ausgeaperte Baumwurzeln führenden Strecke verlief sehr unfallreich, denn bis auf wenige der Elitefahrer (u. a. Peter Lunn), die etwas vorsichtiger fuhren, waren alle Starter auf die Medaillen focusiert. Schon Willy Steuri (Start-Nr. 1) hatte Bekanntschaft mit diesen Hindernissen gemacht, sein Gesicht war blutüberströmt – und bei einer Welle stürzte er derart, dass er abtransportiert werden musste. Später war es auch Rudolph Matt, der von einer der vielen Unebenheiten hinaus in das Publikum katapultiert wurde (aber danach fortsetzte, wie auch Hans Schlunegger an ungefähr selber Stelle). Wilhelm Walch hatte es schon weiter oben hingehauen, vor dem Zielschuss konnte er bei einem Buckel sein Gleichgewicht gerade noch halten. Siegmund Ruud hatte bei einem Sturz über 60 m seine Skier zersplittert, es schien so, als ob er sich wundere, dass er überhaupt noch lebt. Heinz von Almen schien mit seiner beherrschten Fahrt durchzukommen, doch auch ihn erwischte es bei der berüchtigten Baumstrunkwelle im Zielschuss, auch der verhalten wirkende Birger Ruud stürzte an derselben Stelle. Wer nicht alles riskierte wie Émile Allais, der eine halbe Sekunde auf die Bestzeit verlor, hatte keine Siegchance. Der Franzose war allerdings an Grippe erkrankt und trotz ärztlichen Startverbots angetreten.

Der Erste, der den Zielschuss durchzustehen vermochte, war Giacinto Sertorelli, demgegenüber kam Friedl Pfeifer um einen Stern im Zielhang nicht herum. Nur Rudolf Rominger bewältigte die Strecke einwandfrei, er wirkte im Ziel noch frisch. Mit einem Zeitvorsprung von mehr als 13 Sekunden bot er eine der eindrucksvollsten Leistungen dieser FIS-Weltspiele. Demgegenüber kam Per Fossum (nur mehr mit einem Stock) auch blutend an, und Hermann Steuri brauchte nach einem Sturz 35 Sekunden, um sich hochzurappeln und weiterfahren zu können. Er war überhaupt mit ausgerenkter Schulter angetreten. Letztlich zeigte auch noch Eberhard Kneisl eine starke Fahrt im Schlussteil, doch war das Gesamtergebnis für die Österreicher (auch Franz Zingerle war gestürzt) eine arge Enttäuschung.

Die Läufer der folgenden Startgruppen behalfen sich mit ein paar gut beherrschten Bremsschwüngen, trotzdem gab es genügend krachende Stürze zu verzeichnen.

### Slalom
| Platz | Sportler            | Land               | Zeit       |
| ----- | ------------------- | ------------------ | ---------- |
| 1     | Rudolph Matt        | Österreich         | 2:18,1 min |
| 2     | Eberhard Kneisl     | Österreich         | 2:18,6 min |
| 3     | Rudolf Rominger     | Schweiz            | 2:22,3 min |
| 4     | Heinz von Allmen    | Schweiz            | 2:22,5 min |
| 5     | Wilhelm Walch       | Österreich         | 2:27,8 min |
| 6     | Émile Allais        | Frankreich         | 2:30,8 min |
| 7     | Hans Schlunegger    | Schweiz            | 2:31,2 min |
| 8     | Friedl Wolfgang     | Österreich         | 2:31,7 min |
| 9     | Birger Ruud         | Norwegen           | 2:33,1 min |
| 10    | Giacinto Sertorelli | Königreich Italien | 2:34,2 min |

Datum: Samstag, 22. Februar 1936; Start: 10:30 Uhr MEZ
Strecke: Seefeld/Gschwandtkopf; Länge: 400 m; Höhenunterschied: 200 m; 39 Tore
Kurssetzer: Toni Seelos (Österreich) (Seelos nahm zwar nicht an den Rennen teil, war aber Vorläufer im Slalom.)
Teilnehmer: 39 gestartet; 38 gewertet; Teilnehmer aus 13 Ländern.
Ergänzung der Laufzeiten der Top Ten sowie weitere wichtige Ränge und Beste ihrer Länder:

1) Matt 138,1 (69,5/68,6); 2) Kneissl 138,6 (71,1/67,5); 3) Rominger 142,3 (71,8/70,5); 4) von Allmen 142,5 (73,2/69,3); 5) Walch 147,8/73,5/74,3); 6) Allais 150,8 (76,9/73,9); 7) Schlunegger 151,2 (76,5/74,7); 8) Wolfgang 151,7 (74,7/77,0); 9) Ruud 153,1 (74,0+6,0/73,1); 10) Sertorelli 154,2 (71,4/82,8)

11. Joszef Zelkay (HUN) 159,1

12. Per Fossum (NOR) 159,3

13. Richard Henry Durrance (USA) 161,2

15. Ciril Praček (YUG) 162,4

16. Bronisław Czech (POL) 163,3

18. Fritz Steuri junior (SUI) 164,7 (84,7/80,0)

19. Arnold Glatthard (SUI) 166,1 (72,4/82,4+12,0)

20. Peter Lunn (GBR) 168,8

### Alpine Kombination
| Platz | Sportler            | Land                   | Punkte |
| ----- | ------------------- | ---------------------- | ------ |
| 1     | Rudolf Rominger     | Schweiz                | 443,4  |
| 2     | Heinz von Allmen    | Schweiz                | 457,5  |
| 3     | Eberhard Kneisl     | Österreich             | 461,9  |
| 4     | Rudolph Matt        | Österreich             | 465,3  |
| 5     | Giacinto Sertorelli | Königreich Italien     | 471,3  |
| 6     | Birger Ruud         | Norwegen               | 471,8  |
| 7     | Wilhelm Walch       | Österreich             | 479,3  |
| 8     | Émile Allais        | Frankreich             | 483,0  |
| 9     | Hans Schlunegger    | Schweiz                | 494,4  |
| 10    | Peter Lunn          | Vereinigtes Königreich | 509,9  |

Datum: Freitag, 21. und Samstag, 22. Februar 1936;
Teilnehmer: 54 gestartet; 34 gewertet; Teilnehmer aus 13 Ländern.
Die Kombinationen wurden in einem Punktesystem, separat nach Abfahrt und Slalom, errechnet und danach addiert.
Details der Kombinationspunkte der "Top Ten" sowie weitere wichtige Ränge und Beste ihrer Länder:
1) Rominger 443,4 (269,8/173,6); 2) von Allmen 457,5 (283,6/173,9); 3) Kneissl 461,9 (292,8/169,1); 4) Matt 464,7 (296,2/168,5); 5) Sertorelli 471,3 (283,2/188,1); 6) Ruud 471,8 285,0/186,8); 7) Walch 479,3 (299,0/180,3); 8) Allais 483,0 (299,0/184,0); 9) Schlunegger 494,4 309,9/184,5); 10) Lunn 509,9 (304,0/205,9)

11. Per Fossum (NOR) 517,9 (323,6/194,3)

12. Richard Henry Durrance (USA) 538,9 (342,2/196,7)

14. Arnold Glatthard (SUI) 558,7 (355,2/203,5)

15. Bronisław Czech (POL) 562,2 (363,0/199,2)

16. Ciril Praček (YUG) 570,1

24. Frederico Pariani (ITA) 647,1

## Frauen

### Abfahrt
| Platz | Sportler                    | Land                   | Zeit       |
| ----- | --------------------------- | ---------------------- | ---------- |
| 1     | Evelyn Pinching             | Vereinigtes Königreich | 4:45,0 min |
| 2     | Elvira Osirnig              | Schweiz                | 4:43,2 min |
| 3     | Nini von Arx-Zogg           | Schweiz                | 4:55,8 min |
| 4     | Frida Clara                 | Königreich Italien     | 5:06,6 min |
| 5     | Gerda Paumgarten            | Österreich             | 5:06,8 min |
| 6     | Erna Steuri                 | Schweiz                | 5:25,2 min |
| 7     | Jeanette Kessler            | Vereinigtes Königreich | 5:29,6 min |
| 8     | Elizabeth Davenport Woolsey | Vereinigte Staaten     | 5:31,4 min |
| 9     | Marcelle Bühler             | Schweiz                | 5:34,6 min |
| 10    | Loulou Boulaz               | Schweiz                | 5:38,6 min |

Datum: Freitag, 21. Februar 1936; Start: 13:00 Uhr MEZ
Strecke: Patscherkofel/Mutters; Länge: 3600 m, Höhendifferenz: 600 m
Teilnehmer: 40 genannt; 30 gestartet; 25 gewertet; Teilnehmerinnen aus 11 Ländern.

Elizabeth Davenport Woolsey war überhaupt das erste Mitglied des US-Skiverbandes, welches bei Alpinen Skiweltmeisterschaften in die «Top Ten» kam.
Weitere wichtige Ränge und Beste ihrer Länder:

11. Herta Rosmini (AUT) 5:35,2

13. Emmy Ripper (AUT) 6:02,2

15. Margarethe Weikert (AUT) 6:25,0

16. Rösli Streiff (SUI) 6:14,8

22. Helen Bougthon-Leigh (USA) 7:13,4

25. und Letzte: Locke Hannah Haydock (USA) 8:09,8
Bei den Damen, die unmittelbar nach den Herren an die Reihe kamen, gab es vorerst eine Änderung der Streckenlänge; ob der Gefährlichkeit des Zielhanges bei den Herren wurde das Ziel weiter nach oben verlegt (trotzdem auch an einer ungünstigen Stelle, wo man mit vollem Schuss daherkam und ein Abschwingen kaum möglich war).

Die ersten Läuferinnen (Emmy Ripper, Marcelle Bühler, Jeanette Kessler und Elizabeth Davenport Woolsey) bremsten mehrmals durch seitliches Abrutschen, was nicht immer sturzfrei verlief. Elvira Osirnig tat es vorerst gleich, doch dann nahm sie den Zielschuss ohne Zögern. Evelyn Pinching blieb in der Querstellung und sie bewältigte den letzten Streckenteil trotzdem mit unglaublichem Tempo; ihr Sieg wurde als große Überraschung kommentiert.

Auch Frida Clara ließ es frech laufen, Gerda Paumgarten hatte einen Glanztag. Nini von Arx-Zogg und Erna Steuri schossen förmlich durchs Ziel, wonach sie aber ungewollte Waldflüge in Kauf nehmen mussten. Von den weiteren zwei Schweizerinnen stemmte Rösli Streiff die Steilheit etwas aus, während Loulou Boulaz sehr forsch ins Zeug ging.

Das gesamte Rennfahrervolk stolperte und humpelte danach hinunter zur Bahn, welche es zurück nach Innsbruck brachte.

### Slalom
| Platz | Sportler           | Land                   | Zeit       |
| ----- | ------------------ | ---------------------- | ---------- |
| 1     | Gerda Paumgarten   | Österreich             | 2:17,1 min |
| 2     | Evelyn Pinching    | Vereinigtes Königreich | 2:18,9 min |
| 3     | Margarethe Weikert | Österreich             | 2:20,6 min |
| 4     | Elvira Osirnig     | Schweiz                | 2:24,3 min |
| 5     | Erna Steuri        | Schweiz                | 2:29,3 min |
| 6     | Elli Löri-Stiller  | Österreich             | 2:32,1 min |
| 7     | Nini von Arx-Zogg  | Schweiz                | 2:33,5 min |
| 8     | Jeanette Kessler   | Vereinigtes Königreich | 2:34,2 min |
| 9     | Marcelle Bühler    | Schweiz                | 2:34,4 min |
| 10    | Herta Rosmini      | Österreich             | 2:34,9 min |

Datum: Samstag, 22. Februar 1936;
Strecke: Seefeld/Gschwandtkopf; Höhendifferenz: 180 m, 39 Tore
Teilnehmer: 24 gestartet; 24 gewertet; Teilnehmerinnen aus 11 Ländern.
Ergänzung der Laufzeiten der «Top 9» und weitere wichtige Ränge und Beste ihrer Länder:

1) Paumgarten 137,1 (69,5/67,6); 2) Pinching 138,9 (69,9/69,0); 3) Weikert 140,6 (70,2/70,4); 4) Osirnig 144,3 (71,9/72,4); 5) Steuri 149,3 (74,2/75,1); 6) Stiller 152,1 (73,5/78,6); 7) Arx 153,5 (80,8/72,7); 8) Kessler 154,2 (82,2/72,0); 9) Bühler 154,4 (76,6/77,8)

12. Emmy Ripper (AUT) 163,5

13. Rösli Streiff (SUI) 166,7

14. Elizabeth Davenport Woolsey (USA) 168,6

15. Frida Clara (ITA) 171,5

16. Loulou Boulaz (SUI) 176,1 (83,2+12,0/80,9)

### Alpine Kombination
| Platz | Sportler                    | Land                   | Punkte |
| ----- | --------------------------- | ---------------------- | ------ |
| 1     | Evelyn Pinching             | Vereinigtes Königreich | 465,57 |
| 2     | Elvira Osirnig              | Schweiz                | 482,59 |
| 3     | Gerda Paumgarten            | Österreich             | 485,03 |
| 4     | Nini von Arx-Zogg           | Schweiz                | 495,35 |
| 5     | Erna Steuri                 | Schweiz                | 519,29 |
| 6     | Frida Clara                 | Königreich Italien     | 529,55 |
| 7     | Jeanette Kessler            | Vereinigtes Königreich | 530,06 |
| 8     | Marcelle Bühler             | Schweiz                | 535,32 |
| 9     | Herta Rosmini               | Österreich             | 546,57 |
| 10    | Elizabeth Davenport Woolsey | Vereinigte Staaten     | 550,58 |

Datum: Freitag, 21. und Samstag, 22. Februar 1936;
Teilnehmer: 30 gestartet; 24 gewertet; Teilnehmerinnen aus 11 Ländern.
Details der Kombinationspunkte der «Top Ten» und weitere wichtige Ränge:

1) Pinching 465,57(285,0/180,6); 2) Osirnig 482,59 (295,0/187,6); 3) Paumgarten 485,03 (306,8/178,2); 4) Arx 495,36 (295,6/199,6); 5) Steuri SUI 519,29 (325,2/194,2); 6) Clara 529,55 (306,6/222,9); 7) Kessler 530,06 (329,6/200,5); 8) Bühler 535,32 (334,6/200,7); 9) Rosmini 536,57 (335,2/201,4); 10) Woolsey 550,58 (331,4/219,2)

11. Margarethe Weikert (AUT) 553,8

12. Loulou Boulaz (SUI) 567,5 (338,6/228,9)

13. Emmy Ripper (AUT) 578,8

14. Elli Stiller (AUT) 582,7

15. Rösli Streiff (SUI) 591,5 (374,8/216,7)

## Medaillenspiegel
| Platz | Land                   | Gold | Silber | Bronze | Gesamt |
| ----- | ---------------------- | ---- | ------ | ------ | ------ |
| 1     | Schweiz                | 2    | 3      | 3      | 8      |
| 2     | Österreich             | 2    | 1      | 3      | 6      |
| 3     | Vereinigtes Königreich | 2    | 1      | –      | 3      |
| 4     | Königreich Italien     | –    | 1      | –      | 1      |